# Taonsgo (Korsimoro)
Pour les articles homonymes, voir Taonsgo.
Ne doit pas être confondu avec Taonsgho.
Taonsgo est une localité située dans le département de Korsimoro de la province du Sanmatenga dans la région Centre-Nord au Burkina Faso.

## Géographie
Taonsgo est situé à 7 km au sud-est de Sabouri-Natenga, à 20 km au sud-est de Korsimoro, le chef-lieu du département, et à environ 60 km au sud de Kaya, la principale ville de la région.

## Éducation et santé
Le centre de soins le plus proche de Taonsgo est le centre de santé et de promotion sociale (CSPS) de Sabouri-Natenga tandis que le centre hospitalier régional (CHR) se trouve à Kaya.
Taonsgo possède une école primaire publique.